# Hiroki Kurimoto
Hiroki Kurimoto (japanisch 栗本 広輝 Kurimoto Hiroki; * 16. Juni 1990 in Nagoya, Präfektur Aichi) ist ein ehemaliger japanischer Fußballspieler.

## Karriere
Hiroki Kurimoto erlernte das Fußballspielen in der Jugendmannschaften von Shimizu S-Pulse, in der Schulmannschaft der Shimizu Commercial High School sowie in der Universitätsmannschaft der Juntendo University. Seinen ersten Vertrag unterschrieb er 1. Februar 2013 beim Honda FC. Der Verein aus Hamamatsu, einer Stadt in der Präfektur Shizuoka, spielte in der vierten japanischen Liga. 2014, 2016, 2017 und 2018 wurde er mit Honda Meister der Liga. Nach 162 Ligaspielen ging er Anfang März 2019 in die Vereinigten Staaten. Hier stand er bis Dezember 2019 beim Fresno FC im kalifornischen Fresno unter Vertrag. Im Dezember 2019 wechselte er zu den Colorado Springs Switchbacks nach Colorado Springs. Hier stand er ebenfalls ein Jahr unter Vertrag. 2021 stand er bei Oklahoma City Energy aus Oklahoma City unter Vertrag. Im Februar 2022 kehrte er nach Japan zurück. Hier nahm ihn der Zweitligist Ōmiya Ardija aus Saitama unter Vertrag. Nach zwei Spielzeiten, in denen er 43 Ligaspiele bestritt, wechselte er im Januar 2024 zum Ligakonkurrenten Blaublitz Akita.  Für den Verein aus Akita bestritt er elf Ligaspiele. Im Januar 2025 beendete er seine Karriere als Fußballspieler.

## Erfolge
Honda FC
- Japan Football League: 2014, 2016, 2017, 2018